# Monaster św. Katarzyny w Zaleszanach
Monaster św. Katarzyny – jeden z sześciu żeńskich klasztorów prawosławnych w Polsce. Znajduje się we wsi Zaleszany na terenie diecezji warszawsko-bielskiej Polskiego Autokefalicznego Kościoła Prawosławnego. 
Dom Zakonny został erygowany decyzją metropolity warszawskiego i całej Polski Sawy 24 sierpnia 2007. Przełożoną wspólnoty monastycznej jest mniszka Katarzyna (Niczyporuk). Monaster zajmuje zaadaptowany dom mieszkalny, do którego dobudowane zostało poddasze oraz kopuła z krzyżem. We wnętrzu urządzona została kaplica domowa. Obok monasteru wybudowano niewielką tymczasową drewnianą cerkiew. Planowana jest dalsza rozbudowa obiektu. Cerkiew monasterska nie ma statusu parafialnej, nabożeństwa otwarte dla wiernych odbywają się raz w miesiącu. W cerkwi znajduje się otoczona szczególnym kultem, napisana w 2013 Zaleszańska Ikona Matki Bożej.
Obiekt ma upamiętniać prawosławne ofiary zbrodni w Zaleszanach, dokonanej 29 stycznia 1946 przez oddział Pogotowia Akcji Specjalnej Narodowego Zjednoczenia Wojskowego pod dowództwem Romualda Rajsa („Burego”).
W maju 2013 rozpoczęto na terenie monasteru budowę Domu Pielgrzyma. Budynek wzniesiono w ciągu 3 lat; poświęcenia dokonał 31 lipca 2016 (w święto Zaleszańskiej Ikony Matki Bożej) metropolita Sawa.
27 lipca 2019 r. poświęcono kamień węgielny pod budowę monasterskiej cerkwi.
W dniach 24–25 lipca 2020 r. w monasterze odbyły się uroczystości kanonizacyjne 79 męczenników ze wsi Puchały Stare, Szpaki, Wólka Wygonowska, Zaleszany i Zanie – ofiar pacyfikacji wsi przeprowadzonych przez „Burego”.
7 czerwca 2021 r. monaster odwiedził prezydent Polski Andrzej Duda.
W 2022 r. w monasterze przebywały: mniszka, mniszka riasoforna i dwie nowicjuszki.

## Święta
- Świętej Wielkomęczennicy Katarzyny – 7 grudnia, czyli według starego stylu 24 listopada;
- Zaleszańskiej Ikony Matki Bożej – ostatnia sobota lipca;
- Świętych Męczenników Chełmskich i Podlaskich – 1. niedziela czerwca[12].